# Отуние
Отуне или Отуние (тъй като произношението в местния диалект е с палатализирана н се среща и изписване Отунье, на македонска литературна норма: Отуње; на албански: Otunji, Отуни) е село в Северна Македония, в община Тетово.

## География
Селото е разположено в областта Долни Полог.

## История
В османски данъчни регистри на немюсюлманското население от вилаета Калканделен от 1626 – 1627 година е отбелязано село Хотуйне със 16 джизие ханета (домакинства).
В края на XIX век Отуние е българско село в Тетовска каза на Османската империя. Църквата „Свети Георги“ е от 1860 година. Според статистиката на Васил Кънчов („Македония. Етнография и статистика“) от 1900 година Отунье е село, населявано от 220 жители българи християни.
Цялото население на селото е под върховенството на Българската екзархия. По данни на секретаря на екзархията Димитър Мишев („La Macédoine et sa Population Chrétienne“) в 1905 година в Отуние има 240 българи екзархисти и функционира българско училище.
При избухването на Балканската война в 1912 година 2 души от Отуне са доброволци в Македоно-одринското опълчение.
Според Афанасий Селишчев в 1929 година Отунище е село в Теарска община и има 65 къщи с 408 жители българи и албанци.
Според преброяването от 2002 година селото е без жители.

## Личности
Родени в Отуние
- Борис Марков (р. 1923), славист от Северна Македония
- Христо Петрушов, български революционер от ВМОРО, четник на Никола Сарафов[8]